# Ihagee

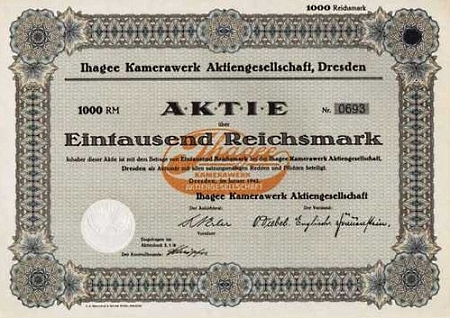
Aktie der Ihagee Kamerawerk AG, 1942

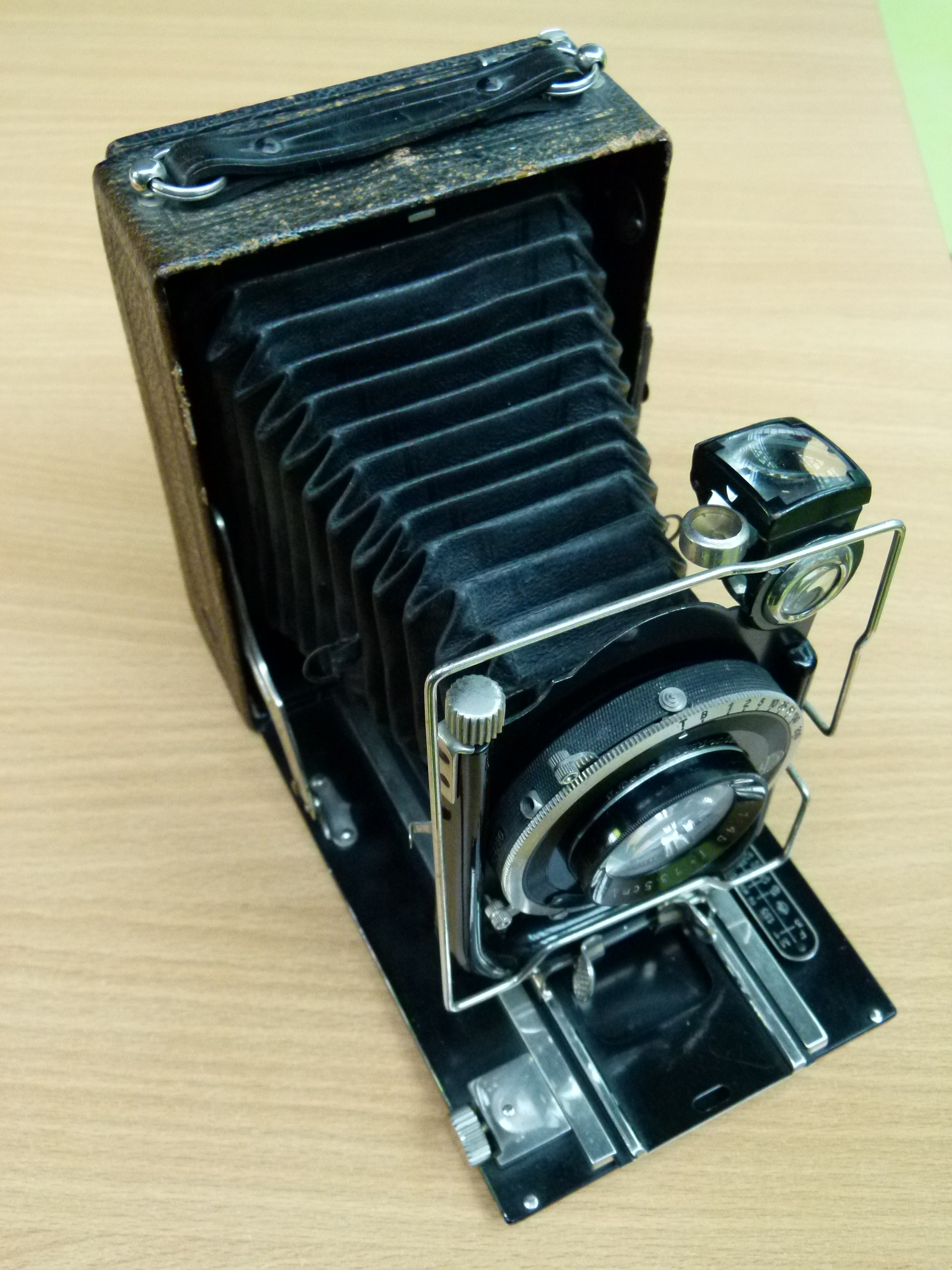
Ihagee-Plattenkamera 1914

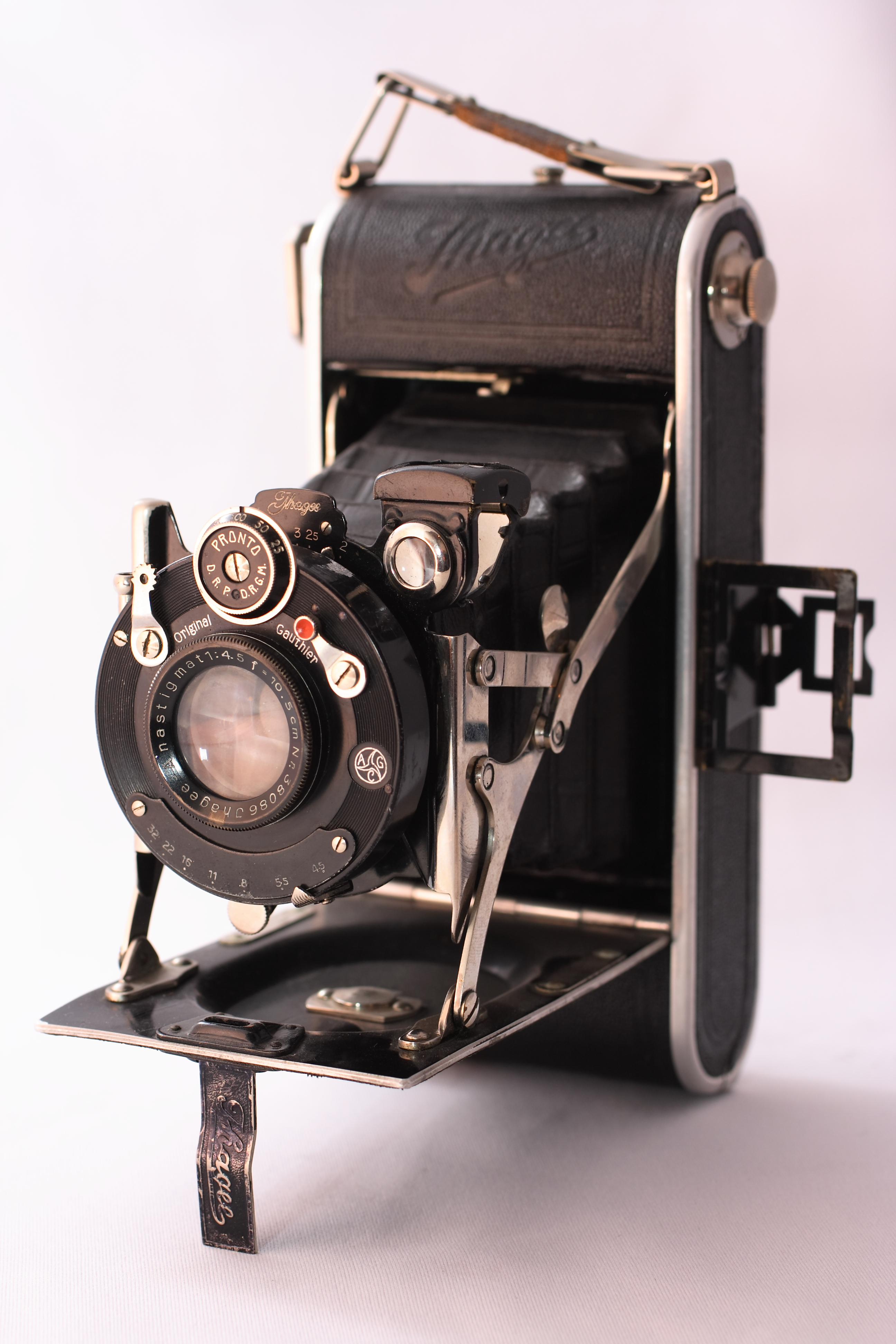
Ihagee Auto Ultrix

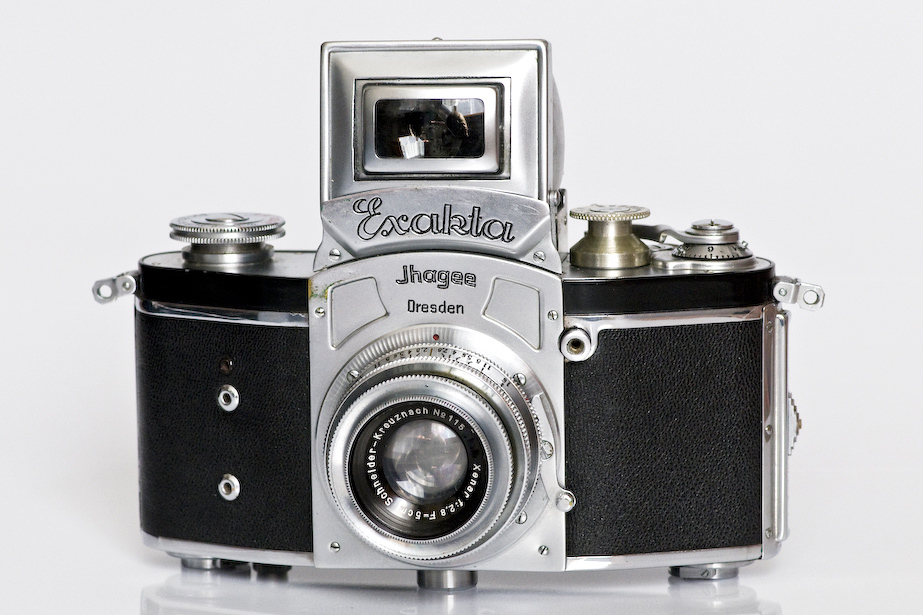
Kine Exakta Typ 3 Baujahr 1938, mit Befestigungsgewinde für die Blitzleuchte

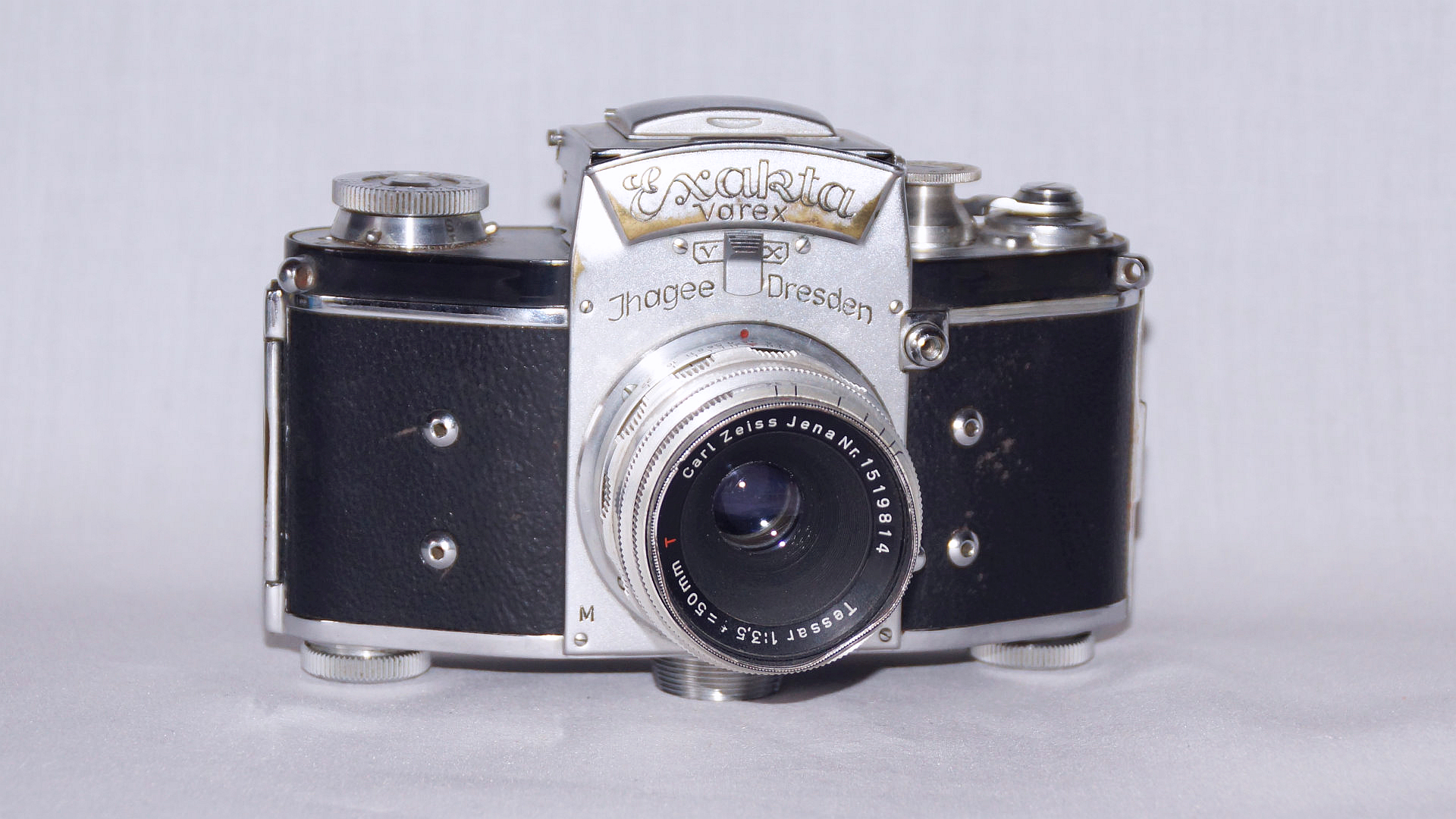
Exakta Varex mit Carl Zeiss Tessar als Nachfolgemodell der Kine Exakta

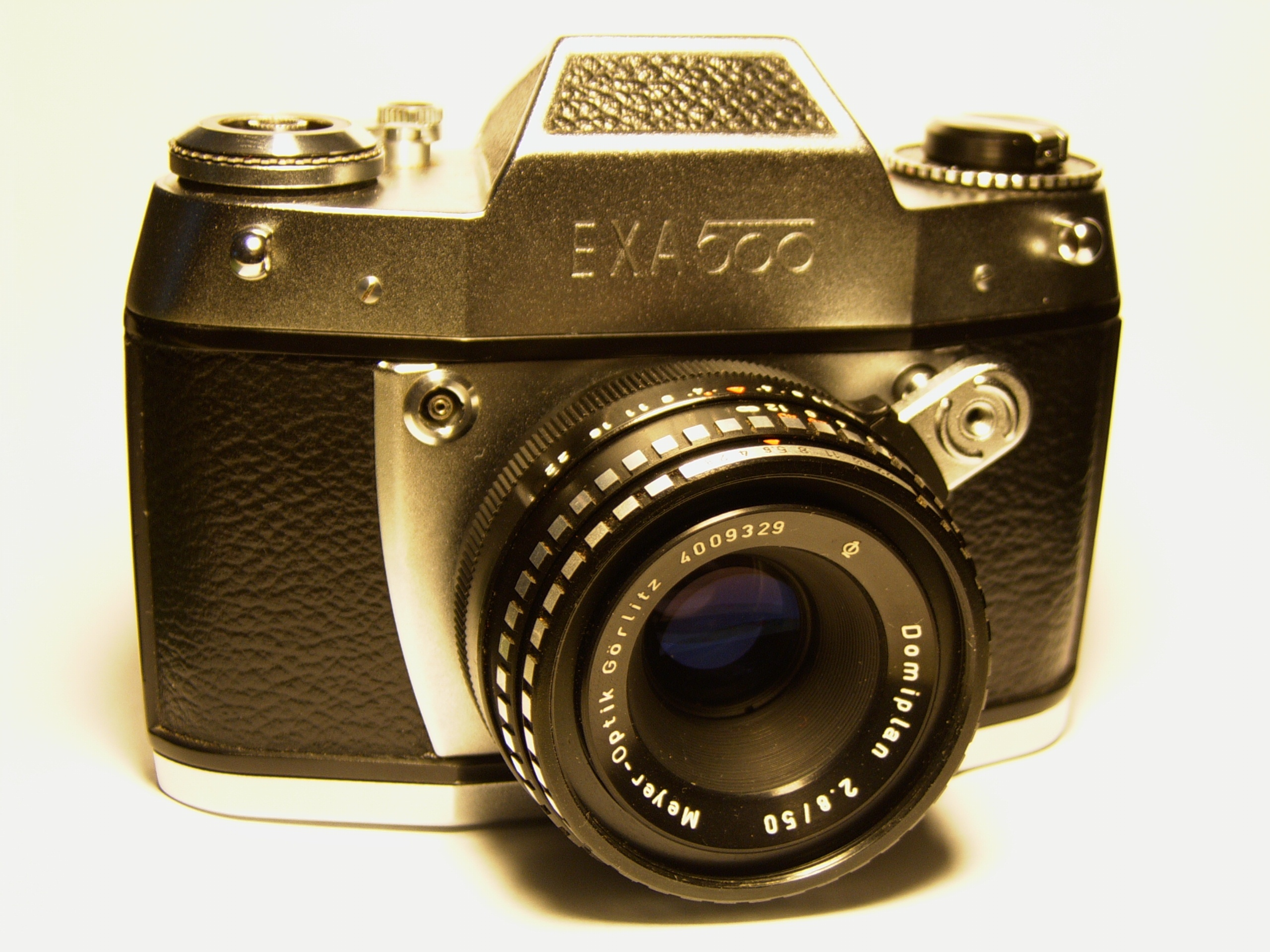
Exa 500

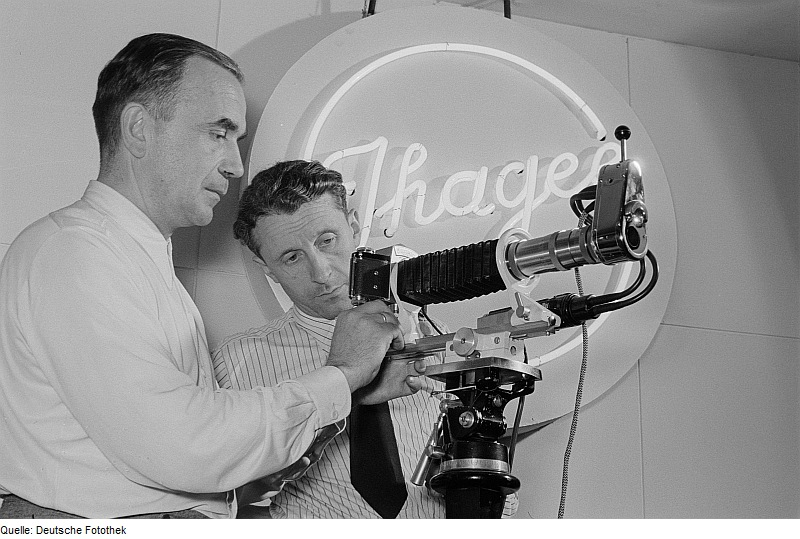
Exakta-Exponat am Ihagee-Stand auf der Leipziger Herbstmesse 1954

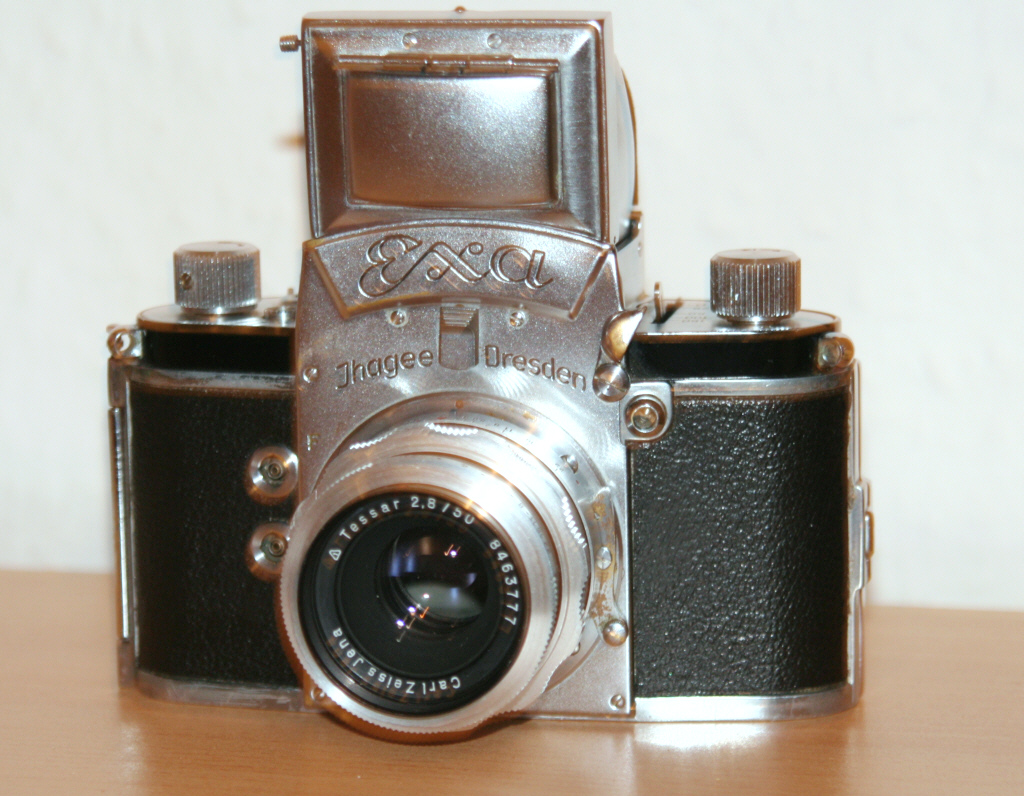
Eines der ersten EXA-Modelle

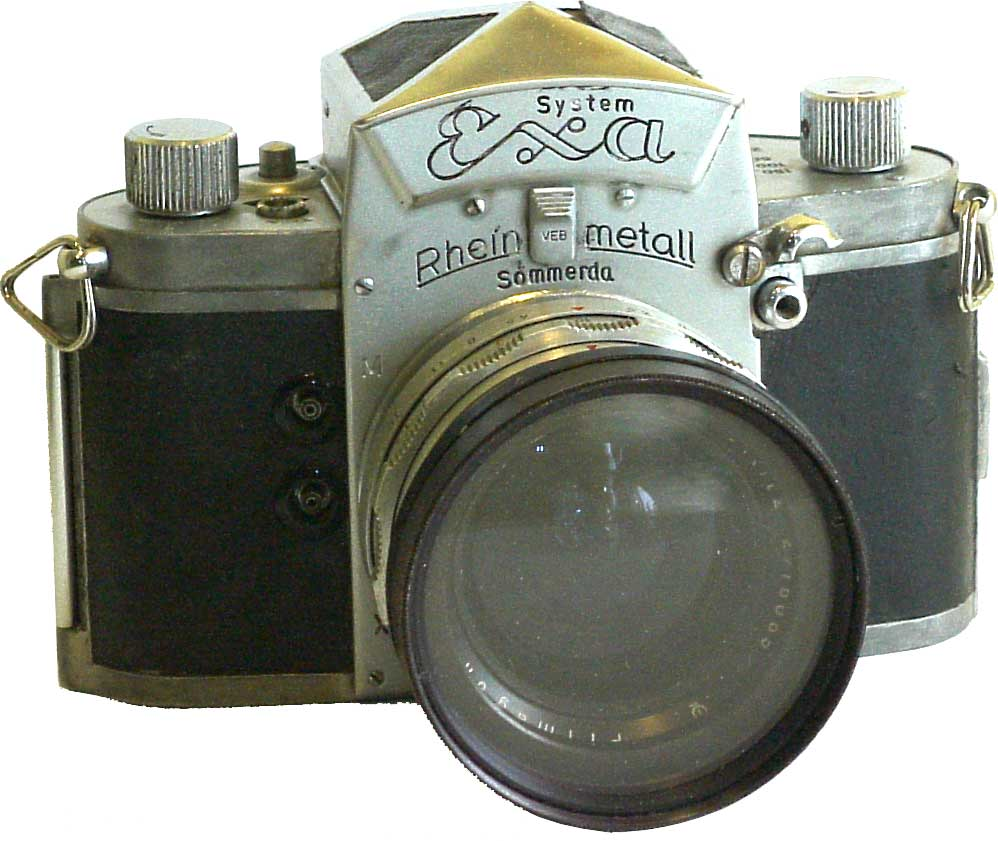
Die EXA wurde vorübergehend auch in Sömmerda gebaut (1956).

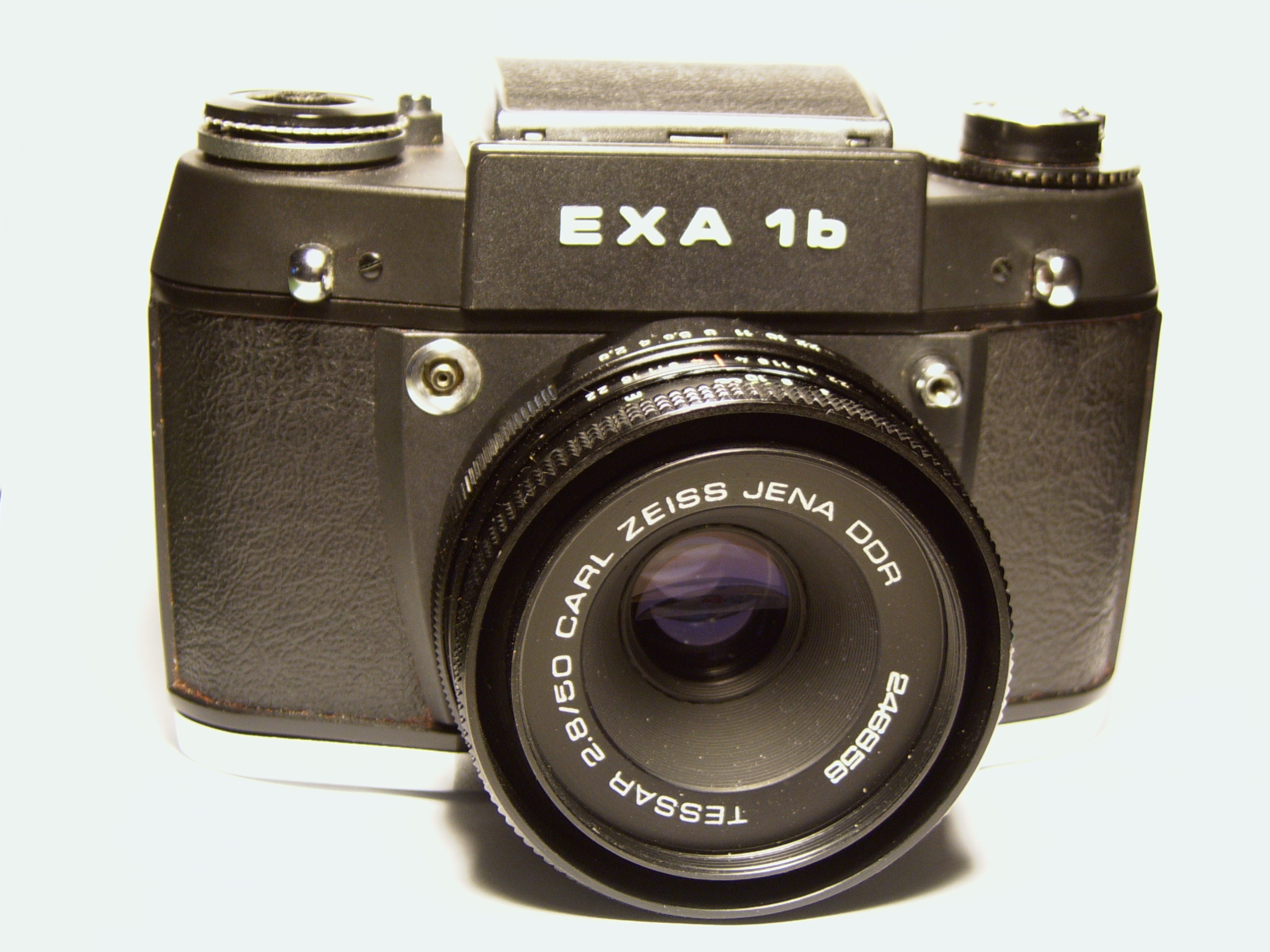
Exa 1b in der schwarzen Version (in dieser Version gebaut von 1984 bis 1985)

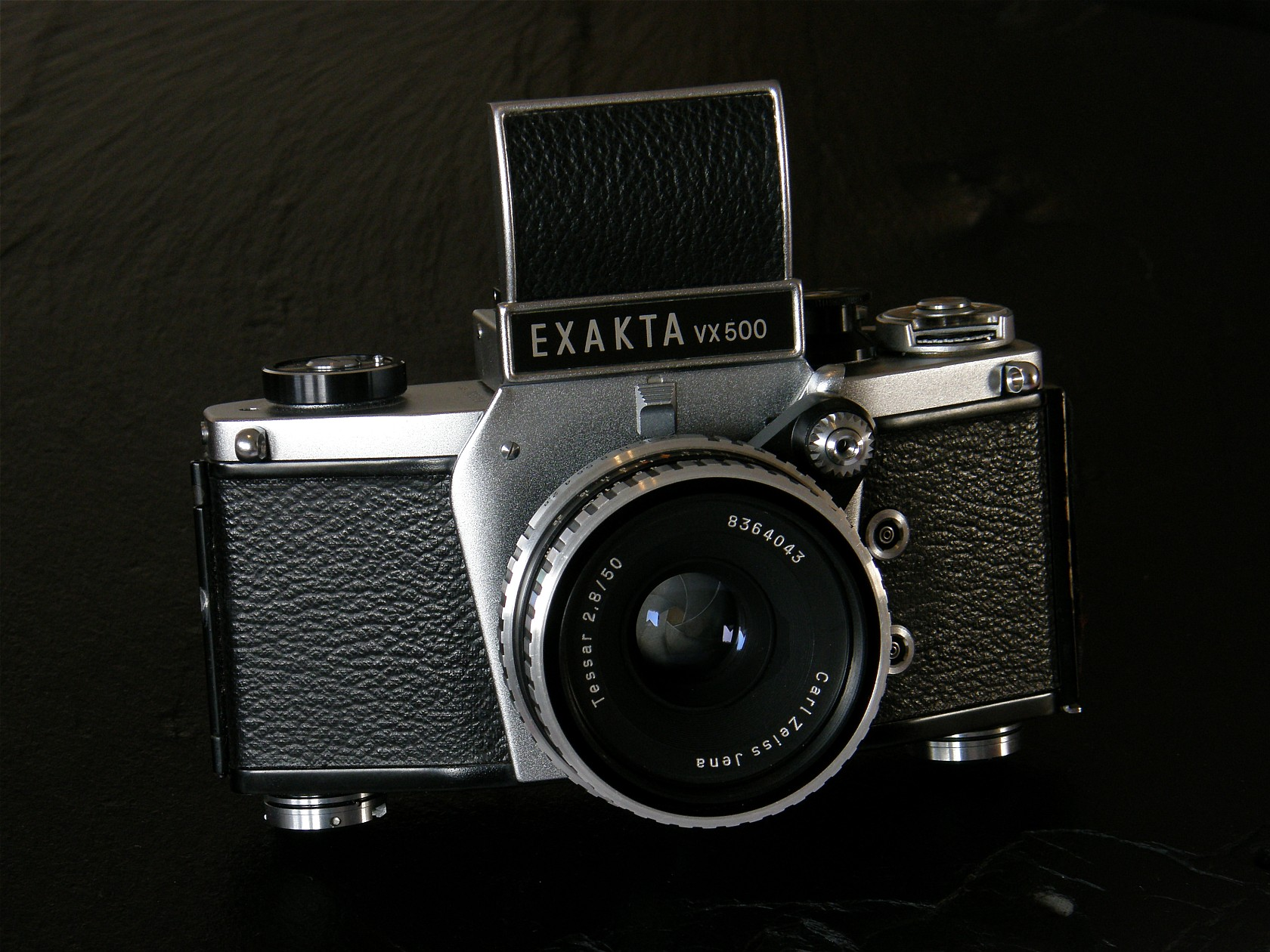
Exakta VX-500 (Eine der letzten Exakta)

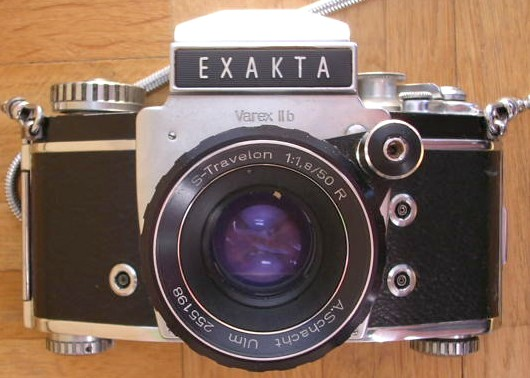
Exakta Varex IIb mit S-Travelon 1,8/50 von Schacht Ulm

Ihagee war ein deutscher Hersteller von Fotoapparaten. Gegründet wurde Ihagee 1912 in Dresden.

## Geschichte
Ihagee steht für das Kamerawerk, das 1912 als Industrie- und Handelsgesellschaft mbH von dem Niederländer Johan Steenbergen in Dresden gegründet wurde. Bahnbrechend war die Leistung der Ihagee bei der Entwicklung der weltweit ersten einäugigen Spiegelreflexkamera für das 35-mm-Kleinbildformat, der Kine Exakta. Sie ist damit die Begründerin einer Modellreihe, die die Basis aller heutigen Kleinbildspiegelreflexkameras bildet. Die Exakta-Baureihe wurde so berühmt, dass eine Exakta sogar James Stewart in dem Filmklassiker Das Fenster zum Hof von Alfred Hitchcock zum Beobachten seiner Nachbarn diente.
Ab 1951 existierten in Deutschland zwei Firmen, die den Namen „Ihagee“ führten: in der DDR seit 1951 die Ihagee AG i.V. und seit 1960 in West-Berlin die Ihagee Kamerawerk AG.
Die Ihagee AG i.V. in der DDR wurde als VEB Ihagee Kamerawerk weitergeführt und schrittweise seit 1968 in das VEB Kombinat Pentacon in Dresden überführt. Zuerst wurde 1964 die Entwicklungsabteilung Pentacon unterstellt, 1968 folgte die rechtliche Integration. Ab 1971 gab es keine eigenständigen Ihagee-Betriebsstätten mehr. 1985 wurde der VEB Pentacon Dresden in das Kombinat VEB Carl Zeiss Jena eingegliedert.

## Spiegelreflexkameras
Ihagee stellte hauptsächlich die drei Modellreihen für Kleinbild Exakta, Exa I und Exa II her. Ein besonderes Merkmal aller Ihagee-Kameras war, dass sich der Auslöser an der Gehäusevorderseite knapp links über dem Objektiv befand. Es befanden sich weiterhin sowohl vor wie nach dem Zweiten Weltkrieg Exakta 6×6-Mittelformatkameras im Programm.

### Exakta
Die Exakta wurde unter der Federführung von Karl Nüchterlein entwickelt. 1933 wurde auf der Leipziger Frühjahrsmesse die Exakta 4×6,5 für Rollfilm vorgestellt. Sie war bereits äußerst kompakt. Die Exakta B war 1935 die erste Kamera mit eingebauter Blitzsynchronisation (für Osram Vacublitz Blitzbirnen). Die weltberühmte »Kine Exakta« für perforierten 35-mm-Kinofilm (das normale Kleinbildformat) kam im März 1936 auf den Markt und war die weltweit erste in Serie produzierte einäugige Kleinbildspiegelreflexkamera. Sie hat einen fest eingebauten Lichtschachtsucher, einen Anschluss für Wechselobjektive über einen Bajonettanschluss („Exakta-Bajonett“) und einen horizontal verlaufenden Tuchschlitzverschluss. Diese Kamera ermöglichte Verschlusszeiten von 12 bis zu 1/1000 s und bot den Zugriff auf ein Sortiment von Objektiven im Bereich von 38–500 mm.
Von der Ihagee wurde auch umfangreiches Zubehör für die Exakta angeboten. Die Ihagee stellte selbst aber keine Objektive für die Exakta her. Diese wurden unter anderem von Carl Zeiss Jena, Meyer-Optik Görlitz, Schneider Kreuznach und Schacht Ulm bezogen. Auch die als „Ihagee Anast. Exaktar“ unter dem Namen Ihagee verkauften Objektive kamen von Meyer-Optik. Die Palette der Objektive für das Exakta-Bajonett wurde zunehmend ausgeweitet. Von Carl Zeiss Jena gab es Objektive zwischen 20 mm und 400 mm sowie zwei Spiegellinsenobjektive mit 500 mm und 1000 mm. Neben den zahlreichen Festbrennweiten gab es mit der Zeit auch Varioobjektive für die Exakta wie das Variogon 4/80–240 von Schneider.
Die späteren »Exakta«-Modelle unterscheiden sich nur in Details von der »Kine Exakta«. So erhielt das Modell »Exakta Varex« 1950 ein Wechselsuchersystem. 1951 ermöglichte die Ihagee mit der »Exakta Varex VX« (oder »Exakta VX«) den Anschluss von Objektiven mit automatischer Springblende an die Kamera. Es folgten die Exakta IIA und 1963 die Exakta IIB. Den Abschluss der Modellreihe bildeten die 1966 eingeführten Exakta VX 1000 und etwas später die etwas einfachere VX 500.
Nach Eingliederung der Ihagee in das Kombinat VEB Pentacon wurden einige Modelle der Praktica mit Exakta-Bajonett ausgestattet und z. B. als Exakta RL 500 oder Exakta RTL 1000 auf den Markt gebracht.

### Exa
Die Ihagee vertrieb neben den Spitzenmodellen der Exakta-Reihe die Modellreihen Exa I und Exa II. Die beiden Exa-Modellreihen werden in einem gesonderten Artikel ausführlich vorgestellt.
Die Exa Ia und Ib hatten ebenfalls ein Wechselsuchersystem, bewältigten aber nur Verschlusszeiten von 1/30 bis 1/175 s. Die Exa Ib hatte dabei ein M-42 Objektivgewinde und Druckblenden-Hebel statt des Exakta-Bajonetts. Sie wurde mit einem Lichtschachtsucher ausgeliefert, ein Prismensucher war als Zubehör erhältlich, ebenso verschiedene Sucher-Scheiben (Lupe, Fresnellinse). Die Exa IIb hatte hingegen einen fest eingebauten Prismensucher und konnte Belichtungszeiten von 1/2 bis zu 1/250 s steuern.

### Exakta 6×6 und Exakta 66
1939 bot Ihagee mit der Exakta 6×6 erstmals eine Mittelformatkamera an. Die Gehäuseform war von der Kleinformat-Exakta abgeleitet. Nach nur 1500 produzierten Kameras wurde die Produktion wegen technischer Probleme mit dem Filmtransport im gleichen Jahr wieder eingestellt. 1951 wurde eine kleinere Vorserienproduktion ebenfalls nicht fortgesetzt.
Im Folgejahr wurde eine vollständig neu konstruierte und hochwertig ausgestattete Exakta 6×6 vorgestellt. Hier war das Gehäuse wie etwa bei der Rolleiflex senkrecht ausgerichtet. Allerdings handelte es sich weiterhin um eine einäugige Spiegelreflexkamera. Nach 2200 produzierten Kameras wurde die Produktion nun endgültig wegen Problemen beim Filmtransport eingestellt.
Keine Ihagee-Kamera hingegen war die Exakta 66, eine Mittelformat-Spiegelreflexkamera der Exakta GmbH in Nürnberg.

## Produktion in der DDR
Wegen der hohen Nachfrage auf dem Binnenmarkt der DDR wurde versucht, die Exa auch in artähnlichen Firmen der DDR-Feinmechanikindustrie herstellen zu lassen. Bei dem damaligen Betrieb „VEB Rheinmetall Sömmerda“ wurden ca. 8000 Stück der Exa-Version 4 in Lizenz der Ihagee gebaut, wegen gravierender Abweichungen von den Qualitätsvorstellungen der Ihagee Dresden wurde die Produktion in Sömmerda jedoch 1956 wieder eingestellt.
Die Ihagee versäumte es, wie die gesamte ostdeutsche Kameraindustrie, ihre Modelle konsequent weiterzuentwickeln. Durch den Druck der staatlichen Behörden (Planwirtschaft) wurde die Produktion der Exakta in Dresden schließlich mit der Exakta RTL 1000 im Jahre 1972/73 zugunsten der Praktica-Reihe von Pentacon Dresden eingestellt und nur das wesentlich einfachere »EXA«-Modell weitergebaut, dessen Produktion erst 1987 endete.

## Ihagee-West und Exakta GmbH
Nach jahrelangen Rechtsstreitigkeiten verlor die Ihagee in Dresden das Namensrecht an »Exakta« für alle Länder außerhalb des sozialistischen Systems an die Ihagee-West. Deshalb trugen Kameras für den Export aus der DDR beispielsweise den Namen »Elbaflex«.
Im Westen wurde 1963 die »Ihagee Kamerawerk AG« (Frankfurt) zur »Ihagee-Exakta Photo AG« (München). Aus dem West-Berliner Verkaufsbüro war die Ihagee AG (West) hervorgegangen. 1967 verschmolzen beide zur »Ihagee AG« mit Sitz in Berlin (West).
Nachdem die in Westdeutschland 1966 gebaute Exakta Real (Real-Bajonett) nur einen geringen Erfolg gehabt hatte, verlegte sich Ihagee-West auf den Vertrieb von in Japan gefertigten Kameramodellen. Die Exakta twin TL wurde von 1970 bis 1974 gebaut (Real-Bajonett, hergestellt von Cosina). Ab 1976 wurden Petri-Kameras unter den Markennamen Exakta für Ihagee-West hergestellt. Es handelte sich um die Exakta TL 500 und TL 1000 (M42-Anschluss) und zwei Jahre später um die Exakta FE 2000, ebenfalls mit M42-Anschluss.
Die Ihagee AG musste am 29. September 1976 Konkurs anmelden.
Der Markenname Exakta wurde nach dem Konkurs der Ihagee-West von japanischen Herstellern weiter benutzt. Es erschienen daher nach 1976 japanische „Exakta“-Spiegelreflexkameras. So produzierte Topcon 1977–1979 die Exakta EDX 2 und die Exakta EDX 3 (Exakta-Bajonett mit Topcon RE-Blendenkupplung). Die 1979 folgende Exakta KE4 von Topcon hatte jedoch ein Pentax K-Bajonett. Weitere Kleinbildkameras mit Exakta-Aufdruck brachte dann Cosina in den Jahren 1983–1988 als Exakta HS-1, HS, HS-2, HS-3, HS-4, HS-10 und HS-40 heraus. Auch hier wurde jedoch das Pentax K- und nicht das Exakta-Bajonett eingesetzt.
1982 kaufte die Nürnberger Miranda Foto-Video GmbH, die zum Einflussbereich des Fotounternehmers Heinrich Manderman gehörte, den Namen Exakta. Daraufhin wurde von Mandermann eine Exakta GmbH in Nürnberg gegründet, die 1984 die erste von drei Versionen der Exakta 66 herausbrachte. Konstruktiv basiert die Exakta 66 jedoch nicht auf einer Ihagee-Kamera, sondern auf der Pentacon Six.